# Ним Кароли Баба
Шри Ним Кароли Баба (санскр. नीब
करोरी बाबा; умер 11 сентября 1973, Вриндаван, Индия) — также известен как Махарадж-джи — индуистский гуру, преданный Ханумана. Был духовным учителем ряда американцев, посетивших Индию в 1960-х — 1970-х годах и сделавших известным его имя и на Западе. Наиболее известные его ученики — это Рам Дасс, Бхагаван Дас, Кришна Дас и Джай Уттал.

## Садху и гуру
Не существует достоверных данных о дате рождения Ним Кароли Бабы, а также о ранних годах его жизни. Урождённый Лакшми Нараян Шарма, он родился в Акбарпуре (ныне округ Фирозабад в штате Уттар-Прадеш). Когда Лакшми Нараяну было всего 11 лет, родители устроили его свадьбу. В юном возрасте он оставил дом и странствовал по всей Северной Индии как садху. В это время он был известен под многими именами, такими как Лакшман Дас Ханди Валлах Баба и Тикония Валла Баба. Когда он совершал аскезы в Бавание, Гуджарат, он был известен под именем Таллаия Баба. Во Вриндаване, местные жители называли его Чаматкари Баба. Многие почитали его как святого.
Ним Кароли посвятил всю свою жизнь практике бхакти-йоги, и называл служение другим (севу) наивысшей формой беспричинной преданности Богу. В книге «Чудо любви», написанной его учеником Рам Дассом, преданный по имени Анджани рассказывает следующее:
Невозможно написать его биографию. Имеется очень мало фактов и очень много историй. Похоже, что он был известен под разными именами в различных частях Индии, то появляясь, то исчезая на протяжении многих лет. Его западные последователи последних годов знали его как Ним Кароли Баба, но в основном как «Махарадж-джи» — прозвище, которое настолько часто встречается в Индии, что часто можно услышать, как им окликают продавцов чая. Вообще, как он сам о себе и говорил, он был «никем». Он не давал лекции; учил он посредством наикратчайших и наипростейших историй. Обычно он сидел или лежал на деревянной скамейке, закутанный в одеяло, в окружении небольшого числа последователей. Посетители приходили и уходили; им давали пищу, несколько слов, кивок головы, похлопывание по голове или по спине, и отсылали прочь. Были сплетни и хохот, так как он любил пошутить. Давались указания по управлению ашрамом, обычно в виде пронзительного крика через весь двор. Иногда он и молчал, погружённый в другой мир, который мы не могли видеть, но блаженство и умиротворение волнами окатывало нас. То, кем он был, было не более чем общение с ним, его нектарное присутствие, полнота его отсутствия…

## Известные ученики
Одним из наиболее известных его учеников является Рам Дасс, автор книги «Be Here Now», гуру и йогин Бхагаван Дас, и музыканты Джай Уттал и Кришна Дас. К другим известным его последователям принадлежит Ларри Бриллиант и его жена Гириджа. Последовательницей Ним Кароли Бабы также считает себя актриса Джулия Робертс.
Рам Дасс и Ларри Бриллиант являются основателями Seva Foundation — международной организации, целью которой является применение учения Нима Кароли Бабы для борьбы с нищетой в мире. Штаб-квартира организации расположена в городе Беркли, Калифорния, и Рам Дас по сегодняшний день является членом совета директоров. Ларри Бриллиант, по данным на 2007 год, является директором Google Foundation, — благотворительного фонда, учреждённого основателями и крупнейшими акционерами компании Google.